# Павловка (Бижбулякский район)
Павловка (баш. Павловка) — деревня в Бижбулякском районе Республики Башкортостан Российской Федерации. Входит в состав Сухореченского сельсовета. 

## География

### Географическое положение
Расстояние до:
- районного центра (Бижбуляк): 23 км,
- центра сельсовета (Сухоречка): 8 км,
- ближайшей ж/д станции (Приютово): 12 км.

## Население
| 2002 | 2009 | 2010 |
| ---- | ---- | ---- |
| 7    | ↘5   | ↘0   |

Согласно переписи 2002 года, преобладающие национальности — русские (71 %), мордва (29 %).